# Sébastien Mazé
Cet article utilise la notation algébrique pour décrire des coups du jeu d'échecs.
Sébastien Mazé, né à Paris le 8 février 1984, est un joueur d'échecs français.

## Biographie et carrière
Il découvre les échecs à huit ans grâce à sa mère et rejoint Caïssa. Il acquiert le titre de maître international en février 2003, puis celui de grand maître international en février 2007.
Il termine second du très relevé Festival d'échecs de Bienne puis quatrième du Championnat de France 2008, ce qui lui permet de participer à l'Olympiade de Dresde la même année.
En 2009 et 2010, il fut le secondant d'Étienne Bacrot lors des grands tournois d'Elista, Dortmund et Nankin.
Il est coauteur de la série de livres Most Stunning Victories of 2016, Most Exciting games of 2016 et Chess Evolution, Top Analysis by Super GMs (2011-2012) publiés par l'éditeur Chess Evolution.
Il est nommé sélectionneur de l'équipe de France en juillet 2013. Lors du championnat d'Europe à Varsovie en novembre 2013, il mène les Français à la médaille d'argent.
Au 1er janvier 2017, il a un classement Elo de 2 613 points, ce qui en fait le 7e joueur français.
Il gagne en 2016 et 2017 le très relevé Open de Londres.
Il remporte le championnat de France par équipes en 2018, 2019, 2021 et 2022 avec le club de Bischwiller,, équipe surnommée les "Invincibles" car leur derniere défaite remonte à Mai 2017 soit une série de 51 matchs !
Vainqueur du Kilkenny Chess Congress (Irlande) en 2016, 2017, 2018 , 2019et 2023,.
La France remporte la médaille d'argent du championnat d'Europe 2021 en Slovénie sous son capitanat.
Il finit à la deuxieme place du fameux tournoi de Reykjavik en mars 2024.

## Une partie
Grzegorz Gajewski-Sébastien Mazé, Dresde, 2008
1. d4 Cf6 2. c4 e6 3. Cc3 c5 4. d5 exd5 5. cxd5 d6 6. e4 g6 7. f4 Fg7 8. Fb5+ Cfd7 9. Cf3 0-0 10. 0-0 a6 11. Fd3 b5 12. a3!? (12. Rh1) Te8 13. De1 f5 14. Cg5 Cf8 15. Dg3 Ta7! 16. Fd2 Df6 17. Rh1 Cbd7 18. Tae1 c4 19. Fc2 Cc5 20. e5 Dd8 21. Fe3 Tc7 22. Fg1!? Tee7 23. h4 Fb7 24. Td1 Te8 25. Tfe1 Tc8 26. e6 Te7 27. h5 Cd3!? 28. Fxd3 cxd3 29. Txd3 Tc4 30. hxg6 Cxg6 31. Dh2 Fxc3 32. Txc3 Txc3 33. bxc3 Fxd5 34. Fd4 Df8 35. Te3 Dc8!? 36. Tg3 Dc4 37. Dh5?? Df1+ 38. Rh2 Fxg2! 39. Fg1 Fc6 40. Cxh7 De2+!! 0-1.